# Francisco Salmerón y Alonso
Francisco María Salmerón y Alonso (Torrejón de Ardoz, 28 de mayo de 1822-Madrid, 21 de noviembre de 1878) fue un político español, presidente del Congreso de los Diputados y ministro de Ultramar durante el Sexenio Democrático.

## Biografía
Nacido en la localidad madrileña de Torrejón, fue hijo del médico rural Francisco Salmerón López y de Rosalía Alonso García. Su padre, de convicciones liberales, había participado en Almería en el intento de insurrección conocida como los coloraos durante la década ominosa, motivo por el cual la familia tuvo que marchar desde Alhama la Seca a residir temporalmente en el pueblo de Torrejón. De vuelta en Alhama, Francisco recibió formación en humanidades y latín. Fue hermano del político Nicolás Salmerón, quince años menor que Francisco, presidente de la Primera República, ministro y diputado en Cortes. Comenzó sus estudios de filosofía en el seminario conciliar de Almería, para continuar con estudios de derecho en la Universidad de Granada, y en 1846 se trasladó a Madrid para terminar la carrera de derecho en la Universidad Central de Madrid, ciudad donde discurrió su vida política y ejerció la abogacía.
En 1847, durante la década moderada del reinado de Isabel II, inicia su carrera como abogado criminalista comienza a publicar artículos políticos en periódicos y revistas como La Restauración, La Reforma y La Revista Jurídica entre otras, donde expone sus ideas a favor del sufragio universal, la enseñanza obligatoria y en contra de la pena de muerte. De convicciones progresistas, participó en la revolución de 1848 y fue encarcelado mes y medio por participar en la preparación del pronunciamiento de 1854. Obtuvo por primera vez acta de diputado en Cortes por la provincia de Almería en las elecciones de octubre de 1854 por los progresistas de José María Orense, defendiendo el sufragio universal y la oposición a Isabel II y la dinastía borbón. A diferencia de su hermano Nicolás Salmerón, Francisco obtuvo siempre su escaño por la provincia de Almería. Ambos hermanos destacaron en sus dotes oratorias y defensa de ideas progresistas como la libertad de culto y de prensa. Tras participar en la contrarrevolución de 1856 producida a consecuencia del nombramiento de O'Donnell por Isabel II se apartó de la política activa y ejerció en su bufete de abogados, promoviendo la reorganización del partido progresista.
Doce años después participa activamente en la revolución de 1868 que supuso el exilio de Isabel II, y es elegido secretario de la Junta Revolucionaria de Madrid que aprobó una declaración de derechos que recogía todas las ideas progresistas que Salmerón defendía. Regresó a las Cortes como diputado por la coalición democrático-monárquica en las elecciones de 1869.  
Tras respaldar la opción de Espartero como nuevo monarca, finalmente apoyó a Amadeo I y señaló la necesaria acotación de las funciones de la monarquía y el sufragio universal para su elección. Fue diputado nuevamente en 1872 por el partido radical de Ruiz Zorrilla. Tras la abdicación de Amadeo I se proclamó la Primera República de la que Salmerón fue un ardiente defensor. Participó en el primer gobierno de la República bajo la presidencia de Estanislao Figuras como ministro de Ultramar entre el 11 de febrero y el 24 de febrero de 1873. Durante el caos político de la Primera República, que también caracterizó gran parte del del siglo XIX, Francisco fue después nombrado presidente del Congreso de los Diputados durante cuatro días, del 19 al 22 de marzo de 1873. Francisco Salmerón, detractor de los Borbones, abandonó la vida política tras el pronunciamiento de Sagunto que dio fin a la Primera República y supuso la restauración borbónica.  
En sus últimos años fue el representante en Madrid de Ruiz Zorrilla, exiliado en París al igual que su que su hermano Nicolás. La logia masónica de Alhama Salmeroniana n°206, se fundó en honor a Francisco Salmerón.